# Jacopo Vercelloni
Jacopo Vercelloni (Sordevolo, 1676 - Asti, 1724), est un médecin et écrivain piémontais.

## Biographie
Né à Sordevolo en 1676, il étudia à Turin, à Montpellier, se rendit à Rome en 1699, fut quelques années médecin de l’hôpital Saint-Jacques des Incurables, et quitta cette ville pour s’établir à Asti, où il mourut en 1724. 

## Œuvres
- De glandulis aesophagi conglomeratis et humore vero digestivo, Asti, 1711, in-14 ;
- De pudendorum morbis et lue venerea tetrabiblion, Asti, 1716, in-8° ; Leyde, 1722, in-8° ; 1742, in-8°. Jean Devaux a fait une traduction française de ce dernier, et il l’a publiée à Paris, en 1730, in-8°.